# Miner megye
Miner megye az Amerikai Egyesült Államokban, azon belül Dél-Dakota államban található. Megyeszékhelye és legnagyobb városa Howard. Lakosainak száma 2298 fő (2020. április 1.). Miner megye Kingsbury, Lake, McCook, Sanborn és Hanson megyékkel határos.

## Népesség
A megye népességének változása:
| Lakosok száma | 2382 | 2337 | 2317 | 2333 | 2236 | 2298 |
|               | 2010 | 2011 | 2012 | 2013 | 2015 | 2020 |